# Dead!
«Dead!» es la segunda pista del álbum The Black Parade de My Chemical Romance y fue escrita casi al mismo tiempo que «The end.».
Según Gerard Way, vocalista del grupo, «Dead!» nació como una mordaz crítica social, pero acabó convirtiéndose en una canción que encajaba perfectamente en la historia del álbum. Way dice que la canción tiene un aire de pop británico de los años noventa y que está inspirada en la canción «Mr. Blue Sky» de Electric Light Orchestra. Way dice que encaja perfectamente en el álbum después de la canción «The end.» porque esta termina contando una historia. El lado B de la canción le recuerda a la banda a la canción «Sgt. Pepper's lonely hearts club band» de The Beatles.
Ray Toro de My Chemical Romance dice que a él le encanta el final de «Dead!» porque piensa que es un tributo a todos los grupos que les gustan. Por otra parte, señala que en esta parte es la primera vez en que él, Gerard y Frank Iero (guitarrista rítmico) cantan al mismo tiempo. La banda también menciona que el final de la canción fue del todo idea de Gerard Way.
Simon Price, de The Independent, destaca las fuertes reminiscencias de la canción «Five years» de David Bowie que tiene «Dead!».
La canción está disponible para jugar en el juego Guitar Hero II.